# 1964 في العراق
فيما يلي قوائم الأحداث التي وقعت خلال عام 1964 في العراق.

## سياسة

### تعيين في المنصب
- 31 يناير – شامل السامرائي وزير الصحة (العراق).

### انتهاء فترة المنصب
- 31 يناير – عزت مصطفى العاني وزير الصحة (العراق).

## رياضة
- 1 يناير – العراق في الألعاب الأولمبية الصيفية 1964

## برامج ومسلسلات وأنمي
- تحت موس الحلاق

## مواليد

### يناير
- 1 يناير – آلا الطالباني
- 1 يناير – حسن القزويني
- 1 يناير – سهيلة عبد جعفر
- 1 يناير – محمود الحسني الصرخي مرجع ديني عراقي.
- 1 يناير – مرتضى الحسيني الشيرازي موظف ديني عراقي.

### مارس
- 3 مارس – قاسم الأعرجي
- 9 مارس – هونر سليم
- 21 مارس – أحمد راضي لاعب كرة قدم عراقي.

### مايو
- 5 مايو – عبد الحسين عبطان وزير الشباب والرياضة.

### يونيو
- 14 يونيو – لطيف يحيى كاتب عراقي.
- 18 يونيو – عدي صدام حسين الابن الأكبر للرئيس العراقي الراحل صدام حسين.

### يوليو
- 1 يوليو – يونس القطان

### سبتمبر
- 23 سبتمبر – آن نافع أوسي

## وفيات

### يناير
- 1 يناير – حكمت سليمان (مواليد 1889) سياسي ووزير عراقي.
- 1 يناير – يعقوب الخياط (مواليد 1887) عالم دين وواعظ وفقيه من الموصل.

### مارس
- 15 مارس – عبد الوهاب مرجان (مواليد 1909) سياسي عراقي.

### ديسمبر
- 24 ديسمبر – بدر شاكر السياب (مواليد 1926) شاعر عراقي.